# Lillhaga
Lillhaga – miejscowość (tätort) w Szwecji, w regionie administracyjnym (län) Gävleborg, w gminie Ljusdal.
Według danych Szwedzkiego Urzędu Statystycznego liczba ludności wyniosła: 411 (31 grudnia 2015), 403 (31 grudnia 2018) i 402 (31 grudnia 2019).